# SOR B 7.5

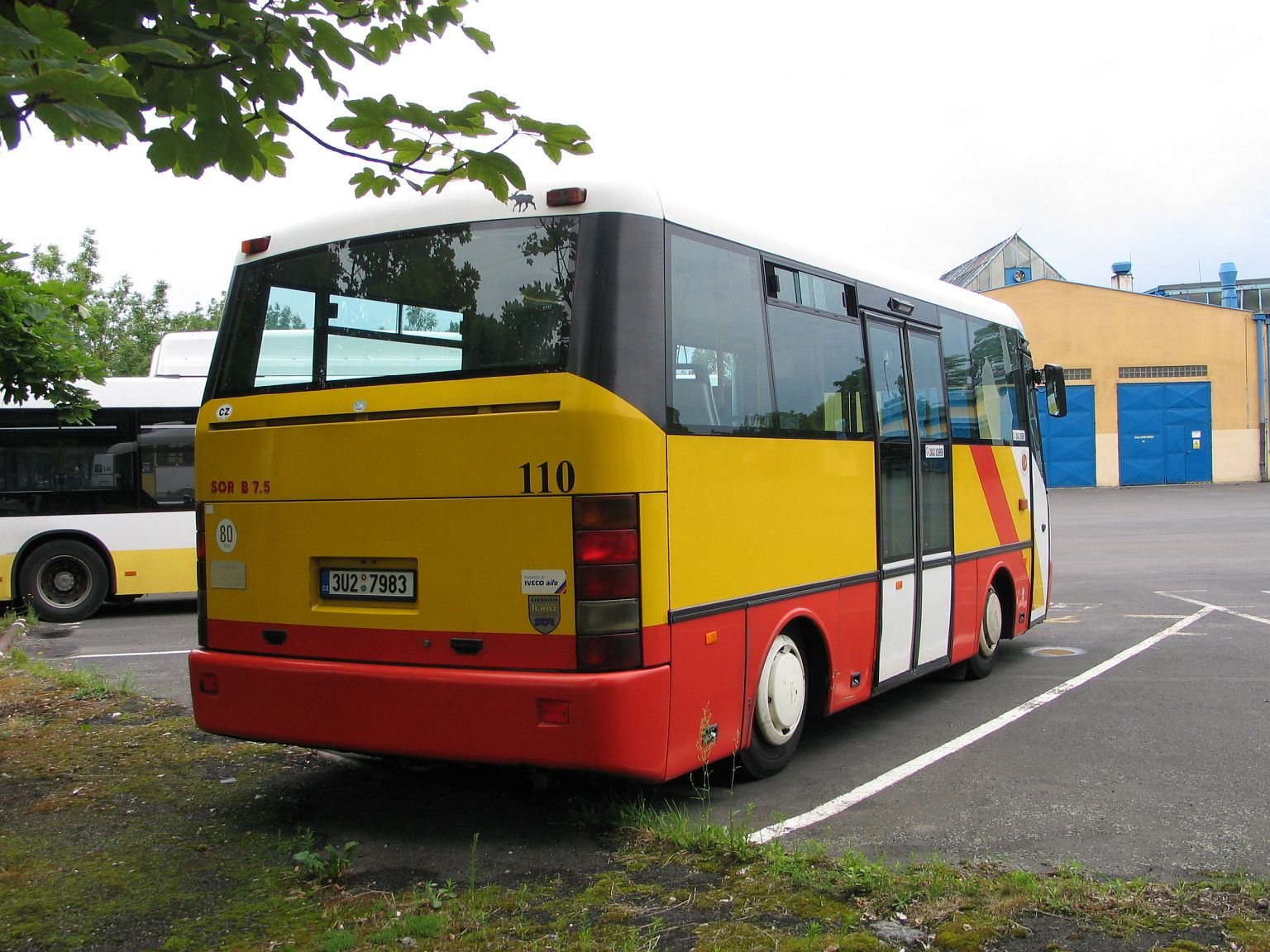
Вид сзади

SOR B 7.5 — городской автобус, выпускаемый чешской компанией SOR Libchavy с 1996 по 1997 год.

## Конструкция
Автобус SOR B 7.5 оборудован двумя выдвижными дверьми. Компоновка автобуса заднемоторная, заднеприводная. Кузов сделан из металла, салон выполнен в пластиковой оправе. Напротив второй двери присутствует место для колясок.

## Эксплуатация
Автобусы SOR B 7.5 обслуживают короткие маршруты, или в районах с низким пассажиропотоком. 2 автобуса эксплуатировалось в Оломоуце, столько же эксплуатировалось в Градец-Кралове и один из них эксплуатировался в Карвине.